# Microdytes mariannae
Microdytes mariannae är en skalbaggsart som beskrevs av Wewalka 1997. Microdytes mariannae ingår i släktet Microdytes och familjen dykare. Inga underarter finns listade i Catalogue of Life.